# Червена гърмяща змия
Червените гърмящи змии (Crotalus ruber) са вид влечуги от семейство Отровници (Viperidae).
Разпространени са на полуостров Калифорния и съседните части от континента.
Таксонът е описан за пръв път от американския палеонтолог Едуард Дринкър Коуп през 1892 година.

## Подвидове
- Crotalus ruber exul
- Crotalus ruber lucasensis